# Routledge
Routledge (/ˈraʊtlɛdʒ/) é uma editora multinacional britânica, fundada em 1836 por George Routledge. Especializa-se na publicação de livros, periódicos académicos e recursos eletrónicos nas áreas de ciências humanas e sociais. A empresa publica 1 800 periódicos e 5 000 novos livros a cada ano e seu fundo de catálogo abrange mais de 70 000 títulos. Routledge reivindica ser a maior editora académica mundial dentro das ciências humanas e sociais.
Em 1998, Routledge tornou-se uma subdivisão e gráfica do seu antigo rival, Taylor & Francis Group, como resultado do acordo de aquisição de noventa milhões de libras esterlinas com a Cinven, um grupo de capital de risco que havia comprado a editora dois anos antes, por vinte e cinco milhões de libras.

## História
A empresa teve início em 1836, após o livreiro de Camden, George Routledge, publicar o guia de viagem The Beauties of Gilsand com seu cunhado W. H. (William Henry) Warne como assistente. Em 1848, o par entrou no mercado em expansão para vender as obras de ficção para viajantes de comboio, no estilo da família alemã Tauchnitz, conhecido como "Railway Library" (Biblioteca do Caminho de Ferro).
O empreendimento foi um sucesso, devido principalmente à histeria coletiva na década de 1840, e graças à railway mania (febre do caminho de ferro) que eventualmente levou Routledge e o irmão de W. H. Warne, Frederick Warne, a fundarem a companhia, George Routledge & Co. em 1851. Em 1852, a empresa lucrou através das vendas de reedições piratas da obra Uncle Tom's Cabin, permitindo que fosse pago à autora Edward Bulwer-Lytton, vinte mil libras esterlinas, durante um contrato de dez anos, que permitiu adquirir os direitos exclusivos para imprimir todas as suas trinta e cinco obras, incluindo dezanove dos seus romances, vendidos a preços baixos, como parte da sua série "Railway Library".
Em 1858, o nome da companhia foi alterado para Routledge, Warne & Routledge, após o filho de George Routledge, Robert Warne Routledge, entrar na associação. Frederick Warne deixou a empresa, após a morte do seu irmão W. H. Warne em maio de 1859 (que morreu aos trinta e sete anos de idade). Após adquirir os direitos de alguns títulos, em 1865 Frederick funda a editora Frederick Warne & Co, que tornou-se conhecida pelos livros de Beatrix Potter. Em julho de 1865, seu filho Edmund Routledge torna-se sócio da empresa, que passa a ter o nome de George Routledge & Sons.
No entanto, em 1902, a empresa corria risco de ir à falência, mas após uma reestruturação bem-sucedida, foi capaz de se recuperar e começou a adquirir e fundir-se com outras editoras. Estas aquisições e fusões feitas no início do século XX, trouxeram listas de títulos académicos notáveis, e foi a partir de 1912 em diante que a empresa, com o novo nome de Routledge & Kegan Paul, passou a focar-se no mercado editorial académico, tornando-se conhecida pelas obras de ciências sociais.
Em 1985, Routledge & Kegan Paul juntou-se à Associated Book Publishers (ABP), que posteriormente foi adquirida pela International Thomson em 1987. Sob propriedade da Thomson, o nome e as operações da Routledge foram mantidas, e em 1996, uma operação de compra financiada pela empresa europeia de private equity, Cinven, fez com que a Routledge operasse como uma empresa independente, mais uma vez. Apenas dois anos depois, os diretores da Cinven e Routledge aceitaram o acordo de aquisição da Routledge pelo Taylor & Francis Group (T&F), com a empresa sendo mantida como uma gráfica e subdivisão. Em 2004, T&F tornou-se uma divisão da Informa, após uma fusão. A editora Routledge continua a ser um braço de publicação e gráfica, sob a divisão do T&F, com a maioria dos seus títulos sendo publicados como livros académicos de ciências humanas e sociais.
O britânico Fredric Warburg foi editor do comissionamento da Routledge, durante o início do século XX e Felix Dodds foi autor e editor no campo de desenvolvimento sustentável.
Routledge publicou várias obras dos maiores pensadores e estudiosos dos últimos cem anos, como: Adorno, Einstein, Russell, Popper, Wittgenstein, Jung, Bohm, Hayek, McLuhan, Marcuse e Sartre. As obras modernistas destes autores apareceram também nas séries Routledge Classics e Routledge Great Minds.

## Obras

### Enciclopédias
Taylor & Francis encerraram a divisão enciclopédica da Routledge em 2006. Algumas das suas publicações foram:
- Routledge Encyclopedia of Philosophy de Edward Craig (1998) em dez volumes.
- Encyclopedia of Ethics de Lawrence C. Becker e Charlotte B. Becker (2002) em três volumes.
- Routledge Encyclopedia of International Political Economy
- Encyclopedia of Paleontology de Ronald Singer (1987)
- Encyclopedia of language teaching and learning de Michael Byram (2001)

Publicações enciclopédicas da Europa Publications, publicadas atualmente pela Routledge:
- Europa World Year Book
- International Who's Who
- Europa World of Learning